# Coupe d'Arménie de football 2017-2018
Navigation
Coupe d'Arménie 2016-2017 Coupe d'Arménie 2018-2019
La Coupe d'Arménie 2017-2018 est la 27e édition de la Coupe d'Arménie depuis l'indépendance du pays. Elle prend place entre le 13 septembre 2017 et le 16 mai 2018.
Un total de huit équipes participe à la compétition, cela inclut les six clubs de la première division 2017-2018 auxquels s'ajoutent deux équipes du deuxième échelon, l'Ararat-Moscou et l'Artsakh FC.
La compétition est remportée par le Gandzasar Kapan qui s'impose contre l'Alashkert FC à l'issue de la finale pour gagner sa première coupe nationale. Cette victoire permet à Gandzasar de se qualifier pour la Ligue Europa 2018-2019 ainsi que pour l'édition 2018 de la Supercoupe d'Arménie.

## Quarts de finale
Les matchs aller sont disputés entre le 13 et le 21 septembre 2017, et les matchs retour entre le 11 et le 25 octobre suivants.
| Équipe 1             | Score | Équipe 2            | Aller | Retour |
| -------------------- | ----- | ------------------- | ----- | ------ |
| Artsakh FC (D2)      | 1 - 9 | (D1) Alashkert FC   | 0 - 3 | 0 - 6  |
| Gandzasar Kapan (D1) | 7 - 0 | (D2) Ararat-Moscou  | 3 - 0 | 4 - 0  |
| Shirak FC (D1)       | 3 - 1 | (D1) Ararat Erevan  | 1 - 1 | 2 - 0  |
| Pyunik Erevan (D1)   | 2 - 4 | (D1) Banants Erevan | 0 - 0 | 2 - 4  |

## Demi-finales
Les matchs aller sont disputées les 7 et 8 mars 2018, et les matchs retour un peu plus d'un mois plus tard les 17 et 18 avril suivants.
| Équipe 1             | Score | Équipe 2          | Aller | Retour |
| -------------------- | ----- | ----------------- | ----- | ------ |
| Banants Erevan (D1)  | 0 - 2 | (D1) Alashkert FC | 0 - 1 | 0 - 1  |
| Gandzasar Kapan (D1) | 2 - 1 | (D1) Shirak FC    | 1 - 1 | 1 - 0  |

## Finale
La finale de cette édition oppose le Gandzasar Kapan à l'Alashkert FC. Il s'agît pour le premier de sa deuxième finale, ayant été battu à ce stade par le Pyunik Erevan lors de l'édition 2013-2014, tandis que l'Alashkert dispute la première finale de son histoire.
La rencontre est disputée le 16 mai 2018 au stade Républicain Vazgen-Sargsian d'Erevan. Les deux équipes restent muettes durant l'ensemble du temps réglementaire, les forçant à passer par la prolongation. Au cours de celle-ci, l'Alashkert finit par ouvrir le score à la 106e minute par l'intermédiaire de Mihran Manasyan mais Gandzasar revient au score dix minutes plus tard sur un but de Lubambo Musonda, poussant les deux à se départager lors de la séance des tirs au but. Cette dernière phase s'achève sur la victoire du Gandzasar sur le score de 4 buts à 3, qui remporte ainsi sa première coupe nationale à la faveur de deux échecs décisifs de David Manoyan et Taron Voskanyan (en) en fin de séance côté Alashkert.
| ·                     |
| Entraîneur :          |
| Ashot Barseghyan (ru) |

| ·                       |
| Entraîneur :            |
| Varuzhan Sukiasyan (en) |

| ·                     |
| Entraîneur :          |
| Ashot Barseghyan (ru) |

| ·                       |
| Entraîneur :            |
| Varuzhan Sukiasyan (en) |